# 風よはやく
「風よはやく」（かぜよはやく）は、Dorothy Little Happyのメジャー3枚目のシングル。2012年12月5日にavex traxから発売された。

## 概要
仙台から遠征を繰り返す中で気付いた大切な人との絆をラブソングに置き換えた遠距離恋愛ソングに仕上がった表題曲はしまむら「CASUAL & SHOES アベイル」及び本田技研工業 東北Honda Cars「はじめてのHonda Cars」コマーシャルソング。

## 収録曲

### Type-A
CD
1. 風よはやく
作詞：nana、作曲・編曲：小澤正澄
2. 永遠になれ
作詞・作曲・編曲：和田耕平
3. 風よはやく (Instrumental)
4. 永遠になれ (Instrumental)

DVD
- 風よはやく Music Video

### Type-B
CD
1. 風よはやく
2. 永遠になれ
3. 風よはやく (Instrumental)
4. 永遠になれ (Instrumental)

DVD
- ドロシーとあなたの振り返り会　※ライブダイジェスト映像

### Type-C
CD
1. 風よはやく
2. 未来への虹
作詞・作曲・編曲：小澤正澄
3. 永遠になれ
4. 風よはやく (Instrumental)
5. 未来への虹 (Instrumental)
6. 永遠になれ (Instrumental)

初回版限定封入特典 (各Type)
- ミニ写真 (5種のうち1種をランダム封入)